# Чернятин (Жмеринський район)
Черня́тин — село в Україні, у Жмеринському районі Вінницької області. Населення становить 1677 осіб.

## Історія
Село виникло не пізніше XVII ст. та одержало назву від першого поселенця, козака Черняка чи Черняти — Чернятин хутір, Чернятин двір. Пізніше тут осіли старообрядники, які втікали з Росії. У кінці XVIII ст. Чернятин належав Вітославським. На початку XIX ст. тут осів Ігнатій Вітославський, у минулому — коронний обозний (була і така почесна посада при дворі польського короля; обоз — похідний табір), збудувавши чудовий палац.

## Палац в Чернятині
Деякі джерела стверджують, що палац був побудований ще у XVII ст., та в Реєстрі архітектурних пам'яток України записано, що палац та господарський флігель поруч з'явились тут у 1830-му році, в епоху романтизму (звідси і мода на готику), за господарювання Вітославських. Ймовірно, тоді ж споруджується надзвичайно репрезентативна в'їзна брама, і, коли Шлях замінила залізниця, якраз навпроти брами зупинявся потяг, якщо ним їхали поміщик або його гості. Збереглися пілони воріт. Масивні високі пілони збудовані з цегли на кам'яному цоколі, оштукатурені та декоровані на всю висоту вставками з тесаного пісковику. Над чотирискатною залізною кровлею піднімаються кам'яні шари, які чітко вирізняються серед зелені парку.
Відразу за брамою, праворуч — фруктовий сад, відділений невеликим прошарком паркової рослинності; одразу за величезними та кремезними старими деревами біжать вглиб запущених зарослів дві дороги-алеї. Ліворуч — не така хожена-їжджена, пряма, обсаджена кінськими каштанами, дугою в'ється вона понад яром, що заріс деревами. Та яку б алею не вибрали, обидві підходять з півдня до галявини, що розкривається в сторону палацу. З боків галявини — кілька величезних сріблястих тополь зі стовбурами у 4-5 обхватів.
На гравюрі з Tygodnika Ilustrovanego можна побачити палац після першого етапу побудови, та будівництво палацу проходило в декілька етапів. З самого початку було зведене південне крило з декоративною романтичною баштою, прикрашеною ренессансною короною з зубцями. Над іі вершиною підіймали, за старою лицарською традицією, вимпел з гербом власника. Інший корпус «приєднаний» до цієї частини за допомогою аркадної галереї. Він декорований в дусі неоготики. Автором неоготичних фасадів чернятинського палацу міг бути польський архітектор Генріх Іттар, мальтієць за походженням, який навчався у Римі. Будівля, попри певну архітектурну еклектику, вражала сучасників стрункістю і витонченістю ліній. Свідчення тому — фото палацу із захопленими коментарями було вміщене у Атласі Подільської губернії, виданому у 1842 році. Південний і західний фасади отримали над другим поверхом високий аттік і прямокутні вікна, декоровані фронтончиками. Готична стрільчатість всіх вертикалей мала за мету створити ілюзію більшої висоти. На центральному вході між парою мармурових левів підіймаються гранітні сходи. Раніше кожний лев опирався правою лапою на геральдичний щит з гербом власника. Герби було знищено під час революції.
Хоча в інших місцях герби збереглися: над головним входом, у вестибюлі з розкішною кам'яною підлогою у біло-сиву шахову клітинку, великим каміном-піччю з гермами а-ля гротеск з боків; є герби і в центрах трьох розеток вестибюля.
Звідти тримаршеві сходи ведуть на другий поверх, де розмістилися голанські пічки з тонким малюнком кахлів. Ліплення стелі теж виконано в готичному стилі. За сходами — аванзал, де на стелі є велика розетка, схожа на розу готичних соборів. У кожній з її 8 частин розміщено геральдичний щит з гербом гілок родини. З аванзала проходили у найбільший зал палацу, прикрашений ліпним карнизом. В анфіладі йде далі кругла вітальня з ліпним фризом з гірлянд та маскаронів сатирів, а також шабель та перначів.
Палац Вітославських розташований в чудовому парку, створеному Діонісієм Маклером. На жаль, від парку залишилось небагато. Були знищені прекрасні павільони і альтанки, не стало багатої бібліотеки палацу і лише колекціонери екслібрисів зберігають рідкісні книги з цієї бібліотеки.
З архівних документів відомо, що у 1865 р. Вітославські продали Чернятин і сусідні Маньківці Марії Михайлівні Львовій. Саме нові володарі маєтку перенесли головний вхід до палацу з північного боку. Навпроти нього розмістився будинок управляючого. А залишки вензелів під короною, які складені з літер М і Л, і зараз подекуди помітно на ажурних створках воріт. На одному з етапів перебудов, які перетворили вілу на палац, з'явилося східне крило, за совєтів надбудоване. Фронтон через це було втрачено.
Відомо, що онучка Вітославського, жива і проживає в Амстердамі.
У приміщенні палацу зараз розміщено один з корпусів Чернятинського аграрного технікуму.
З кожним роком, палац поступово втрачає свою красу і значення, перетворюючись на затьмянілу туманом історії будівлю. На базі Чернятинського технікуму було колись створено музей палацу Вітовських, та на жаль, він береже свою таємницю від широкого кола людей під масивним засувом. Ось чому більшість, не знає йому справжньої ціни.

## Відомі люди

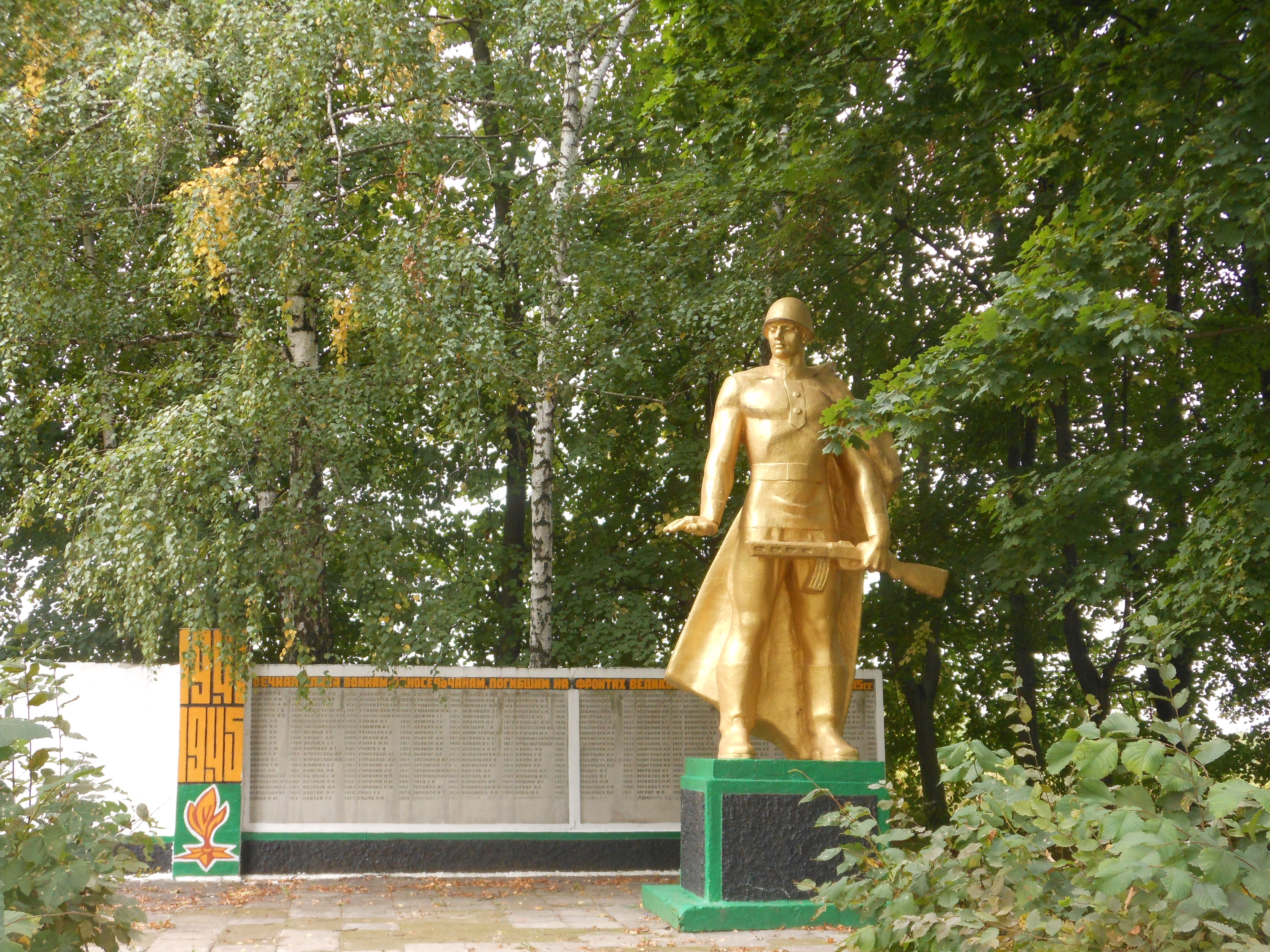
пам'ятник 247 воїнам –односельчанам, загиблим на фронтах ВВВ

- Квятковський Ігор Васильович — український політик, народний депутат України, підприємець.
- Сокуренко Надія Іванівна — Герой Соціалістичної Праці.
- Спендовський Микола Олександрович (1971—2022) — полковник Збройних Сил України, учасник російсько-української війни, що загинув у ході російського вторгнення в Україну в 2022 році.
- Тамарський Юрій Хомич — український кінооператор, сотник Армії УНР.
- Шпіганевич Тарас Анатолійович (1994—2014) — солдат Збройних сил України, учасник російсько-української війни.